# Social Engineering (Politikwissenschaft)
Social Engineering ['səʊʃl ˌendʒɪ'niəɹɪŋ] (engl. „angewandte Sozialwissenschaft“, wörtlich soziale Ingenieurwissenschaft) oder Sozialtechnik nennt man in der Sozialwissenschaft bzw. in der Politikwissenschaft Anstrengungen zur Schaffung oder Verbesserung gesellschaftlicher Strukturen. Der Begriff wurde 1945 von Karl Popper in seinem Buch The Open Society and Its Enemies eingeführt.
Dabei kritisierte Popper die Vorstellung, man könne sich eine ideale Gesellschaft vorstellen und dann darangehen, dieses Ideal zu verwirklichen; im Gegensatz dazu besteht von Popper befürwortetes Social Engineering darin, durch die Schaffung geeigneter Institutionen jeweils nur in Teilbereiche der Gesellschaft einzugreifen, um konkrete Probleme zu lösen.
Populär wurde der Begriff in den frühen 1970er Jahren als Ausdruck des Optimismus, mit dem man damals glaubte, die menschliche Gesellschaft mit rationalen bzw. ingenieurmäßigen Methoden zum Besseren umgestalten zu können. Ganz im Gegensatz zu Poppers Haltung wurden dabei manipulative Methoden nicht abgelehnt.
Streng genommen geht diese Kategorie auf John Broadus Watson zurück, den Begründer der amerikanischen Schule des Behaviorismus. Die ursprünglich hinter diesem Begriff stehende Intention Watsons bestand in der gesellschafts-kritischen Idee, dass er aus jedem Kind machen könne, was er wolle. Die These war vor allem gegen die Ansicht gerichtet, dass die Kinder Schwarzer auf Grund biogenetischer Faktoren weniger intelligent seien, als die Abkömmlinge der Weißen. Watson wollte durch das Social Engineering beweisen, dass Intelligenz primär ein sozio-kultureller, kein biologischer Faktor, also vor allem von Lernprozessen abhängig ist.
Im Rahmen der liberalen Marktwirtschaft sind die experimentellen Methoden des Behaviorismus auch dazu verwendet worden, menschliches Verhalten durch Tests „objektiv“ zu erforschen, um es bestimmten Interessen entsprechend zu verändern, zu manipulieren. Die hinter der „objektiven“ Methode stehenden Interessen werden laut Autoren wie Max Horkheimer und Theodor W. Adorno im Sinne des objektiven Selbstverständnisses der „positiven“ Wissenschaft niemals als solche ausgewiesen oder reflektiert. Dementsprechend wird von ihnen die positive oder empirische Wissenschaft als prominenteste Erscheinungsform der instrumentellen Vernunft bezeichnet (Vergleiche dazu auch Frankfurter Schule, Kritische Theorie).
Aus dem Blickwinkel der Forschung über social engineering befasste sich eine Autorengruppe um das Institut für Zeitgeschichte sowie ein internationaler Forscherkreis unter der Federführung von Martina Steber und Bernhard Gotto mit der zentralen gesellschaftlichen Vision der NS-Zeit, dem Begriffsverständnis zur „Volksgemeinschaft“. Dieses Ordnungsmodell wird nach Wirkungen und Aneignungspraktiken in der damaligen Gesellschaftspolitik Deutschlands untersucht. Social engineering als nationenübergreifender Ansatz in der Geschichtswissenschaft untersucht Gemeinsamkeiten in den totalitären Regimes des 20. Jahrhunderts, um ähnliche Methoden gesellschaftlicher Formung in einem größeren Ideenzusammenhang zu verstehen, der die Betonung auf Kontinuitäten statt auf historische Brüche legt. Im Fokus stehen dabei die Rassenideologie und der Generalplan Ost der Nationalsozialisten, Zwangsmigrationen nach dem Zweiten Weltkrieg, die kommunistische Kollektivierung und bürokratisierte Kommandowirtschaft des Sowjetreiches.
Im sozialpolitischen Sinne ist der Begriff eher negativ besetzt.
Unter social engineering werden heute im weitesten Sinne alle Formen staatlichen (Legislative, Exekutive, Judikative) und nichtstaatlichen (vierte Gewalt = Presse, Medien; Propaganda) Handelns verstanden, mit denen gesellschaftliches Zusammenleben geregelt und gesellschaftliche Veränderungsprozesse in Gang gesetzt oder blockiert werden.

## Neuere Entwicklungen
In Richard Thalers und Cass Sunsteins Buch Nudge. Improving Decisions About Health, Wealth, and Happiness wird social engineering durch decision design, also die Gestaltung von Fragebögen, Opt-in vs. Opt-out bei Organspendeausweisen und Ähnliches betrieben. Dabei sollen den Bürgern alle Entscheidungen erlaubt, aber die als positiv angesehenen Entscheidungen leicht gemacht werden im Sinne eines libertären Paternalismus. Inzwischen werden derartige Strategien politisch implementiert.